# Попова, Валентина Алексеевна
Валенти́на Алексе́евна Попо́ва (23 февраля 1918, Тюмень — 15 сентября 1992, Москва) — советская актриса. Народная артистка РСФСР (1970). Мастер художественного слова, драматическая актриса.

## Биография
Родилась 23 февраля 1918 года в Тюмени.
В 1932—1933 годах выступала на сцене Тюменского областного драматического театра.
В 1933 году переехала в Ленинград — учиться в театральном училище на Моховой (позже переименованном в Институт сценического искусства), курс Л. С. Вивьен.
После окончания института была принята на работу в Ленинградский драматический театр.
В годы Великой Отечественной войны в 1939—1941 годах — актриса театра Балтийского флота. Принимала участие в работе фронтовых бригад.
В 1941—1943 годах — актриса Тюменского драматического театра.
В 1943 году вернулась в Москву и была принята в Центральный академический театр советской армии. Долгое время совмещала работу в театре с концертной деятельностью.
Успех в роли главной героини спектакля «Сказка о правде» (Маргарита Алигер, 1946) вдохновил её на создание концертной программы «Зоя» (1948), посвященной подвигам отважных борцов против фашизма. К ней примыкали авторские композиции Поповой «Голоса друзей» (стихи поэтов — борцов за мир, 1950), «Избираю мужество» (моноспектакль, посвящённый революционерке Розе Люксембург, 1954) и др. Играла в главной роли в литературно-музыкальном представлении «Амур и Психея» (автор композиции М. Зисельман, реж. Е. Попова), созданном по роману Апулея «Золотой осёл». Признанием зрителей пользовалась оригинальная композиция «Листья травы» по У. Уитмену (автор и реж. Л. Цукасова, 1977). Выступала с литературными композициями «Анна Ахматова» (1979), «Письма незнакомки» Андре Моруа (1985) и др. «Мастерство актрисы многогранно, у неё множество приемов, как много и разнообразных оттенков любви и нелюбви, нежности и доброты к человеку», — отмечала театральный критик Н. Смирнова. Особенно много концертов она дала в 1940—1950-х годах, создавая героические и публицистические композиции.
В энциклопедии «Эстрада в России. XX век» о ней написано: «Героическое начало было органически присуще характеру её дарования, она остро ощущала запросы времени и горячо откликалась на них» (составитель Л. Уварова «Эстрада в России. XX век. Энциклопедия», стр. 123).
Умерла 15 сентября 1992 года. Похоронена В Москве на Ваганьковском кладбище (участок № 37)

## Театральные работы
- 1946 — «Сказка о правде» М. И. Алигер — Зоя Космодемьянская

## Работы в кино
- 1973 — «Ступени» (фильм-спектакль) — Анастасия
- 1974 — «Господин Пунтила и его слуга Матти» (фильм-спектакль) — Лайна

## Награды и премии
- Заслуженная артистка РСФСР (1955)
- Сталинская премия третьей степени (1951) — за художественное чтение
- Народная артистка РСФСР (1970)